# Paul Cazan
Paul Cazan (* 30. September 1951 in Bukarest) ist ein ehemaliger rumänischer Fußballspieler. Der Abwehrspieler bestritt 464 Spiele in der höchsten rumänischen Fußballliga, der Divizia A.

## Karriere
Die Karriere von Cazan begann im Jahr 1970 bei TM Bukarest in der Divizia C. Ein Jahr später verpflichtete ihn der rumänische Spitzenklub Steaua Bukarest, wo er in der Hinrunde 1971/72 jedoch nicht zum Einsatz kam. In der Winterpause schloss er sich dem Zweitligisten Chimia Râmnicu Vâlcea an.
Im Sommer 1972 kehrte Cazan in die Hauptstadt zurück und wechselte zu Sportul Studențesc in die Divizia A. In der Saison 1972/73 wurde er zum Stammspieler. Den „Studenten“ blieb er 16 Jahre lang treu. Nach zwei Spielzeiten im Abstiegskampf stieg er mit seiner Mannschaft in die Spitzengruppe der Divizia A auf und kämpfte stets um den Einzug in den UEFA-Pokal. In der Saison 1976/77 konnte er dort in der ersten Runde Olympiakos Piräus ausschalten, unterlag in der zweiten Runde aber dem FC Schalke 04. Mit dem Einzug ins Pokalfinale 1979 gelang ihm der bis dato größte Erfolg in der Heimat, dort unterlag seine Mannschaft Steaua Bukarest mit 0:3. Dies wurde lediglich durch die Vizemeisterschaft 1986 übertroffen, als er sich mit seinem Team nur dem damaligen Europapokalsieger Steaua geschlagen geben musste. Im nachfolgenden UEFA-Pokal-Wettbewerb gelang Sportul erneut der Einzug in die zweite Runde, dort war diesmal gegen KAA Gent Endstation.
In der Saison 1987/88 beendete Cazan nach 464 Ligaspielen für Sportul, nachdem er als Nachfolger Mircea Rădulescu zum Cheftrainer befördert worden war. Er übernahm die Mannschaft auf dem letzten Tabellenplatz und führte sie zum Klassenerhalt. In der Spielzeit 1994/95 sprang er für zwei Spiele ein, als er die Mannschaft von Sportul am letzten Spieltag und ihm Relegationsspiel gegen Corvinul Hunedoara betreute, wo er den Klassenverbleib sicherte.
2007 wurde er zum Geschäftsführer von UTA Arad ernannt. Nach dem Rücktritt von Marcel Coraș als Sportdirektor im November 2007 nahm Cazan dessen Aufgaben wahr. Zum 1. Juni 2008 trat er von diesem Amt aus persönlichen Gründen zurück.

## Erfolge
- rumänischer Vizemeister: 1986
- rumänischer Pokalfinalist: 1979

## Privates
Cazans Sohn Lucian (* 1989) ist ebenfalls Fußballspieler und spielte unter anderem ebenfalls für Sportul Studențesc in der Liga 1.